# Гомоморфная фильтрация
Гомоморфная фильтрация — обобщенная техника для цифровой обработки сигналов и изображений с участием нелинейного отображения в другие пространства в которых теория линейных фильтров может быть применена, и отображена обратно в исходное пространство. Это понятие было разработано в 1960-х Томасом Стокхамом (Thomas Stockham), Аланом В. Оппенхеимом (Alan V. Oppenheim) и Рональдом Схафером (Ronald W. Schafer) в МТИ.

## Улучшение качества изображения
Гомоморфная фильтрация иногда используется для редактирования изображений. Улучшение заключается в нормализации яркости изображения и увеличении его контрастности. Яркость изображения можно считать низкочастотной составляющей, так как освещенность меняется в пространстве достаточно медленно, а само изображение можно считать более высокочастотным сигналом. Если бы результирующим сигналом на фотографии была сумма этих составляющих, можно было бы разделить их высокочастотной фильтрацией, избавившись таким образом от перепадов освещенности. Но в реальной фотографии сигналы не складываются а перемножаются. Путём гомоморфной обработки можно свести задачу к линейной. Для этого берется логарифм от произведения изображений равный сумме логарифмов множителей, к полученному сигналу применяется линейный фильтр высоких частот, а затем, для возвращения к исходному масштабу, берется экспонента.
Гомоморфная фильтрация также используется для удаления мультипликативных шумов/помех на изображении.

## Аудио и речевой анализ
Гомоморфные фильтрации используется в логарифмической спектральной области для отделения эффектов фильтра от эффектов возбуждения, например, при расчете кепстра для звукового изображения; улучшения в логарифмической спектральной области может повысить разборчивость звука, например, в слуховыx аппаратах